# Город мастеров (фильм)
«Го́род мастеро́в» — советский художественный фильм-сказка 1965 года, снятый по мотивам пьесы «Город мастеров, или Сказка о двух горбунах» Тамары Габбе на киностудии «Беларусьфильм». В основе сюжета картины лежат реальные факты борьбы западноевропейских городских коммун с феодалами в XII—XV веках. Фильм значительно отличается от пьесы.

## Сюжет
Действие фильма происходит в средневековом европейском городе. Захватчики под предводительством злого герцога де Маликорна внезапно напали на Вольный город Мастеров и поработили его, установив жестокие порядки. Группе горожан удалось сбежать из-под власти герцога в близлежащие леса для подготовки к решающему бою. Свободолюбивому горбуну-метельщику по имени Караколь, тайно влюблённому в прекрасную золотошвейку Веронику, предсказано освободить город и жениться на любимой.

## В главных ролях
- Георгий Лапето — Караколь (он же Жильберт), метельщик-горбун (озвучивает Игорь Ясулович)
- Марианна Вертинская — Вероника, золотошвейка и дочь мастера Фирена
- Лев Лемке — герцог де Маликорн, наместник чужеземного короля, завоевавшего город Мастеров
- Савелий Крамаров — Клик-Кляк (он же Нанасс Мушерон), сын бургомистра[1](озвучивает Георгий Штиль)

## В ролях
- Алексей Барановский
- Зиновий Гердт — художник
- Леонид Каневский — начальник тайной полиции[2]
- Игорь Комаров — Гильом Готшальк, советник герцога
- Владимир Козлов
- Олег Каравайчук — дядюшка Тимолле, музыкант (в титрах как «О. Коравайчук»)
- Р. Коновалов
- Владимир Кремена — дядюшка Нинош, пирожник
- Роберт Мирский
- Карп Мукасян
- Миколас Орбакас — трубочист
- Георгий Тейх — палач
- Елизавета Уварова — бабушка Тафаро, гадалка
- Роман Филиппов — барон[3]
- Николай Харитонов — мастер Фирен, отец Гвена и Вероники
- Юрий Харченко — мастеровой-гончар
- И. Шестаков
- Павел Шпрингфельд — Мушерон, бургомистр, назначенный наместником
- Виталий Щенников — Мартин, кузнец (в титрах как «В. Шенников»)
- Станислав Щукин
- Андрей Юренев — латник
- Игорь Ясулович — Гвен, брат Вероники и лесной стрелок[4]
- Василий Бычков

### Не указаны в титрах
- Вера Кавалерова — девочка с попугаем
- Валерий Носик — эпизод
- Елена Цорн — вокал
- Вячеслав Цюпа — сын мельника

## Съёмочная группа
- Автор сценария — Николай Эрдман
- Постановка Владимира Бычкова
- Операторы: Михаил Ардабьевский, Александр Княжинский
- Художник-постановщик — Александр Боим
- Композитор — Олег Каравайчук
- Звукооператор — Семён Шухман
- Режиссёры: Николай Калинин, Юрий Филин
- Художник-гримёр — Юрий Фомин
- Художник по костюмам — Алевтина Кавецкая
- Фехтмейстер — К. Чернозёмов
- Ассистенты:

режиссёра: Юрий Оксаченко, Виктор Сергеев, Виктор Скоробогатов
оператора: Михаил Комов, Николай Строганов, П. Слобин
художника: Г. Анфилова, А. Анфилов, В. Яковлев
по монтажу — Вера Коляденко
- Стихи Самуила Маршака, Зиновия Гердта
- Редакторы: А. Лужанин, Н. Лозинская
- Оркестр Ленинградской государственной филармонии

Дирижёр — Олег Каравайчук
- Директор картины — Аким Жук

## Премии
- Премия за лучший фильм для детей и юношества на II Всесоюзном кинофестивале 1966 года в Киеве[5].
- Дипломы СК СССР художнику А. Бойму и режиссёру В. Бычкову за лучшее изобразительное решение фильма на VI КФ республик Прибалтики, Белоруссии и Молдавии (Вильнюс, 1966).

## Критика
Фильм получил положительные отзывы. В журнале «Искусство кино» сценарист и поэт Михаил Львовский написал, что «„Город мастеров“ — несомненная удача его создателей». Он особо отмечал, что «цвет становится элементом драматургии фильма».
Кинокритик Виктор Орлов в журнале «Советский экран» оценивал фильм следующим образом: «… фильм „Город мастеров“ производит впечатление самое естественное, органичное, самое безукоризненное…». Он также отмечал: «Цвета, краски фильма великолепны, щедры, неожиданны. Но они нигде не переходят невидимой границы, на которой написано: „вкус“. Да, вот где на месте несколько старомодное, но очень объёмное определение „пиршество красок“».
Киновед Дмитрий Писаревский выделял фильм среди работ студии «Беларусьфильм» и удач детской советской кинематографии. Он отмечал, что «фильм подлинно живописен». Он также писал: «К успеху режиссёрского и изобразительного решения картины нужно добавить эмоциональность её музыки, отличные стихи С. Маршака».
В книге «История белорусского кино» констатировалось, что «фильм стал заметным явлением в советском киноискусстве».